# Viliam Soboňa
Viliam Soboňa (Barsbaracska, 1947. október 24. –) szlovák politikus, orvos. Az 1993-ban önállósult Szlovákia első egészségügyi minisztere.

## Élete
Orvosi diplomáját Pozsonyban a Comenius Egyetemen szerezte meg, ezt követően az érsekújvári kórház belgyógyászatán praktizált. Az 1989-es rendszerváltás után tagja lett a Vladimír Mečiar nevéhez kötődő HZDS pártnak, s a csehszlovák parlament képviselőjeként kezdte politikai pályafutását. Az 1993-ban önállósult Szlovákia első egészségügyi minisztere volt. 1995 és 1999 között a szliácsi gyógyfürdő igazgatói tisztségét látta el. 2002 és 2006 között a HZDS országgyűlési képviselője volt.

## Fordítás
Ez a szócikk részben vagy egészben a Viliam Soboňa című szlovák Wikipédia-szócikk fordításán alapul.  Az eredeti cikk szerkesztőit annak laptörténete sorolja fel. Ez a jelzés csupán a megfogalmazás eredetét és a szerzői jogokat jelzi, nem szolgál a cikkben szereplő információk forrásmegjelöléseként.